# جامعة لوسيل
جامعة لوسيل وهي جامعة حكومية قطرية، توجد في لوسيل وتأسست عام 2020، وهي أول جامعة وطنية خاصة في قطر.

## تاريخ الجامعة
افتتحت جامعة لوسيل رسمياً في 29 أبريل 2020. النائب العام السابق لقطر علي بن فطيس المري هو رئيس مجلس أمناء الجامعة
في أكتوبر 2020، وقعت جامعة لوسيل مذكرة تفاهم مع جامعة قطر للتعاون في المشاريع الأكاديمية والعلمية والتنظيمية في المستقبل. وفي نوفمبر 2020، نظمت جامعة لوسيل حدثا حيث ألقى الرئيس التونسي قيس سعيد كلمته. في ديسمبر 2020، وقعت جامعة لوسيل اتفاقية مع قطر الخيرية (QC) للتعاون في البحث والتعليم والتدريب لتلبية الاحتياجات الإنسانية.
وفي عام 2021، أرسلت الحكومة التركية وفداً من الطلاب الأتراك إلى جامعة لوسيل مع منح دراسية لتعلم كيفية التواصل باللغة العربية ولتقوية العلاقات بين دولة قطر وتركيا.

## الجانب الأكاديمي
تتكون جامعة لوسيل من ثلاث كليات: كلية القانون وكلية التربية والآداب وكلية التجارة والأعمال.
تقدم كلية القانون برامج مثل القانون العام والقانون الخاص.
تقدم كلية التربية والآداب برامج البكالوريوس في الدراسات الفرنسية أو اللغة الإنجليزية.
تقدم كلية التجارة والأعمال شهادات البكالوريوس في إدارة الأعمال وتقنيات التسويق والتوزيع. يتم تدريس معظم الفصول باللغة العربية بينما تدرس فصول قليلة باللغتين الإنجليزية والفرنسية.
تقدم جامعة لوسيل برامج ودورات معينة مثل اللغة الإنجليزية والأدب الفرنسي بالتعاون مع جامعة الحسن الثاني الدار البيضاء بالمغرب والجامعة الأردنية، جامعة ساسكس في إنجلترا، وجامعة السوربون في فرنسا.'
جامعة لوسيل معتمدة من قبل وزارة التعليم العالي في قطر.

## القبول الجامعي
تتطلب سياسة القبول في جامعة لوسيل أن يحصل الطلاب على 65٪ أو أعلى في المدرسة الثانوية أو ما يعادلها واجتياز اختبارات اللغة الإنجليزية للقبول في البرامج الإنجليزية.
إذا كان الطالب حاصل على معدل تراكمي أقل من 65٪ ولكن لا يقل عن 50٪، يمكنه أيضًا إجراء اختبار تحديد المستوى للقبول في الجامعة.
تقدم جامعة لوسيل أيضًا منحًا لطلاب المدارس الثانوية المتفوقين في المرحلة الثانوية أو الرياضة، والطلاب الذين تفوقوا في عالم المال والأعمال، والطلاب ذوي الاحتياجات الخاصة.

## المنح الدراسية
تقدم حكومة قطر منحة ممولة بالكامل في جامعة لوسيل القطرية والتي تعد أول جامعة وطنية خاصة التالي:
- تمول هذه المنحة الرسوم الدراسية
- سيتم توفير راتب شهري لتغطية نفقات المعيشة
- سوف تحصل على المساعدة في طلب تأشيرة الطالب الخاص بك
- وعلاوة على ذلك، تمول هذه المنحة تكاليف الإقامة
- تمول هذه المنحة تكاليف السفر
- سيتم توفير راتب شهري لتغطية نفقات المعيشة
- سوف تحصل على مزايا أخرى تقدمها المؤسسة المانحة
- مع التمويل ستحصل على 5000 ريال قطري شهريا
- يتم توفير سكن عائلي للطلاب المتزوجين.